# 이재훈 (1955년)
이재훈(李載勳, 1955년 9월 26일 ~ , 광주광역시)은 지식경제부 차관을 역임한 대한민국의 공무원이다. 2014년 2월 한국산업기술대학교 제6대 총장으로 부임하였다. 본관은 함평이다.

## 학력
- 성균관대학교 대학원 행정학 박사
- 미시간 대학교 대학원 경제학 석사
- 서울대학교 경제학과 학사

## 경력
- - S-Oil(주) 보수위원회 위원
  - S-Oil(주) 감사위원회 위원장
  - S-Oil(주) 이사회 의장
- 2021년 3월 ~ : S-Oil(주) 사외이사
  - 에스원 ESG위원회 위원장
  - 에스원 내부거래위원회 위원장
  - 에스원 보상위원회 위원장
- 2021년 3월 ~ : 에스원 사외이사
- 2018년 ~ : 김앤장 법률사무소 고문
- 2014년 3월 : SK텔레콤(주) 사외이사
- 2014년 2월 ~ 2017년 12월 : 제6대 한국산업기술대학교 총장
- 2012년 3월 : 두산인프라코어 시외이사
- 2010년 10월 ~ 2014년 2월 : 김앤장 법률사무소 고문
- 2009년 ~ 2013년 : 건국대학교 겸임교수
- 2009년 5월 ~ 2010년 7월 : 김앤장 법률사무소 고문
- 2008년 3월 ~ 2009년 1월 : 지식경제부 2차관
- 2007년 2월 ~ 2008년 3월 : 산업자원부 제2차관
- 2006년 6월 ~ 2007년 2월 : 산업자원부 산업정책본부 본부장
- 2006년 3월 ~ 2006년 6월 : 산업자원부 차관보
- 2005년 ~ 2006년 3월 : 산업자원부 무역투자실 실장
- 2004년 ~ 2004년 : 산업자원부 자본재산업국 국장
- 2002년 ~ 2004년 :주미국대사관 상무관
- 2001년 ~ 2002년 : 산업자원부 자원정책실 에너지산업심의관
- 1999년 ~ 2001년 : 산업자원부 국제협력심의관
- 1998년 ~ 1999년 : 대통령비서실 경제수석실 부이사관
- 1994년 ~ 1996년 : 통상산업부 미주통상과 과장
- 1992년 ~ 1994년 : 통상산업부 다자협상담당관
- 1978년 ~ 1991년 : 상공부 산업정책관실
- 1977년 : 제21회 행정고등고시 합격

## 역대 선거 결과
| 실시년도 | 선거        | 대수 | 직책     | 선거구         | 정당     | 득표수   | 득표율          | 순위 | 당락 | 비고 |
| -------- | ----------- | ---- | -------- | -------------- | -------- | -------- | --------------- | ---- | ---- | ---- |
| 2009년   | 4.29 재보선 | 18대 | 국회의원 | 인천 부평구 을 | 한나라당 | 24,199표 | \| \| 39.09% \| | 2위  | 낙선 |      |
|          | 39.09%      |      |          |                |          |          |                 |      |      |      |